# The Doldrums
The Doldrums to pierwszy album Ariela Pinka jaki doczekał się oficjalnej dystrybucji, wcześniejsze nagrania ukazywały się w limitowanych nakładach. Jest to druga część serii Haunted Graffiti. Utwory 10-15 pochodzą z nigdy nieukończonego albumu Vital Pink, zostały dodane jako bonus do wersji CD. 

## Lista utworów
1. "Good Kids Make Bad Grown Ups"
2. "Strange Fires"
3. "Among Dreams"
4. "For Kate I Wait"
5. "Haunted Graffiti"
6. "Gray Sunset"
7. "The Doldrums"
8. "Envelopes Another Day"
9. "The Ballad Of Bobby Pyn"
10. "Don't Think Twice (Love)"
11. "Until The Night Dies"
12. "Crying"
13. "Theme From Unreleased 'Claris Gardens'"
14. "Let's Build A Campfire There"
15. "Young Pilot Astray"